# Voroux-lez-Liers
Voroux-lez-Liers of kortweg Voroux is een dorp in de Belgische provincie Luik en een deelgemeente van de gemeente Juprelle. Het was een zelfstandige gemeente tot het bij de fusie van 1977 toegevoegd werd aan de gemeente Juprelle.

## Demografische ontwikkeling
- Bronnen:NIS, Opm:1831 tot en met 1970=volkstellingen, 1976= inwoneraantal op 31 december

## Natuur en landschap
Voroux-lez-Liers ligt in Droog-Haspengouw in het zuiden van de gemeente Juprelle. De dorpskom ligt langs de weg van Fexhe-Slins naar Ans en sluit aan op de bebouwde kern van Rocourt, een deelgemeente van de stad Luik. In het westen van de deelgemeente loopt de weg van Tongeren naar Luik. Voroux-lez-Liers ligt op slechts 7 kilometer van Luik. Door zijn ligging is het uitgegroeid tot een woondorp in de rand van de Luikse agglomeratie, met enkel in het noorden nog enige landbouwactiviteit. Het dorp ligt vlak bij belangrijke autowegen (A13 en N20) en er lopen diverse hoogspanningsleidingen over het grondgebied. Begin 21e eeuw breidt het dorp zich snel uit.

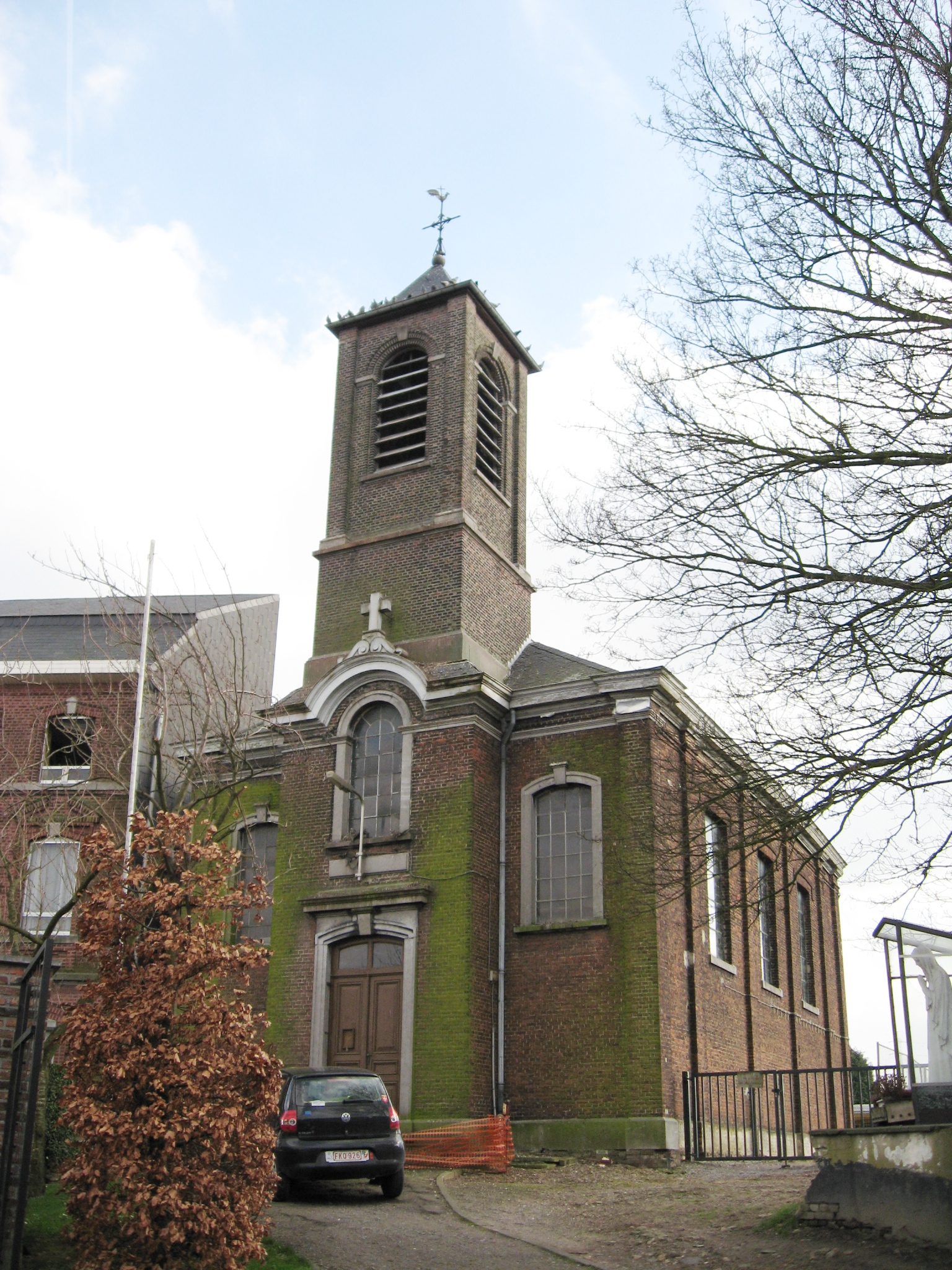
De Sint-Jozefskerk

## Bezienswaardigheden
- De neoclassicistische Sint-Jozefskerk uit 1867 is de parochiekerk. Omdat deze kerk bouwvallig geworden is, werd ze in 2001 gesloten in afwachting van haar restauratie.
- Het Kasteel van Voroux-lez-Liers en de omgeving hiervan werden in 1976 respectievelijk beschermd als monument en als dorpsgezicht.

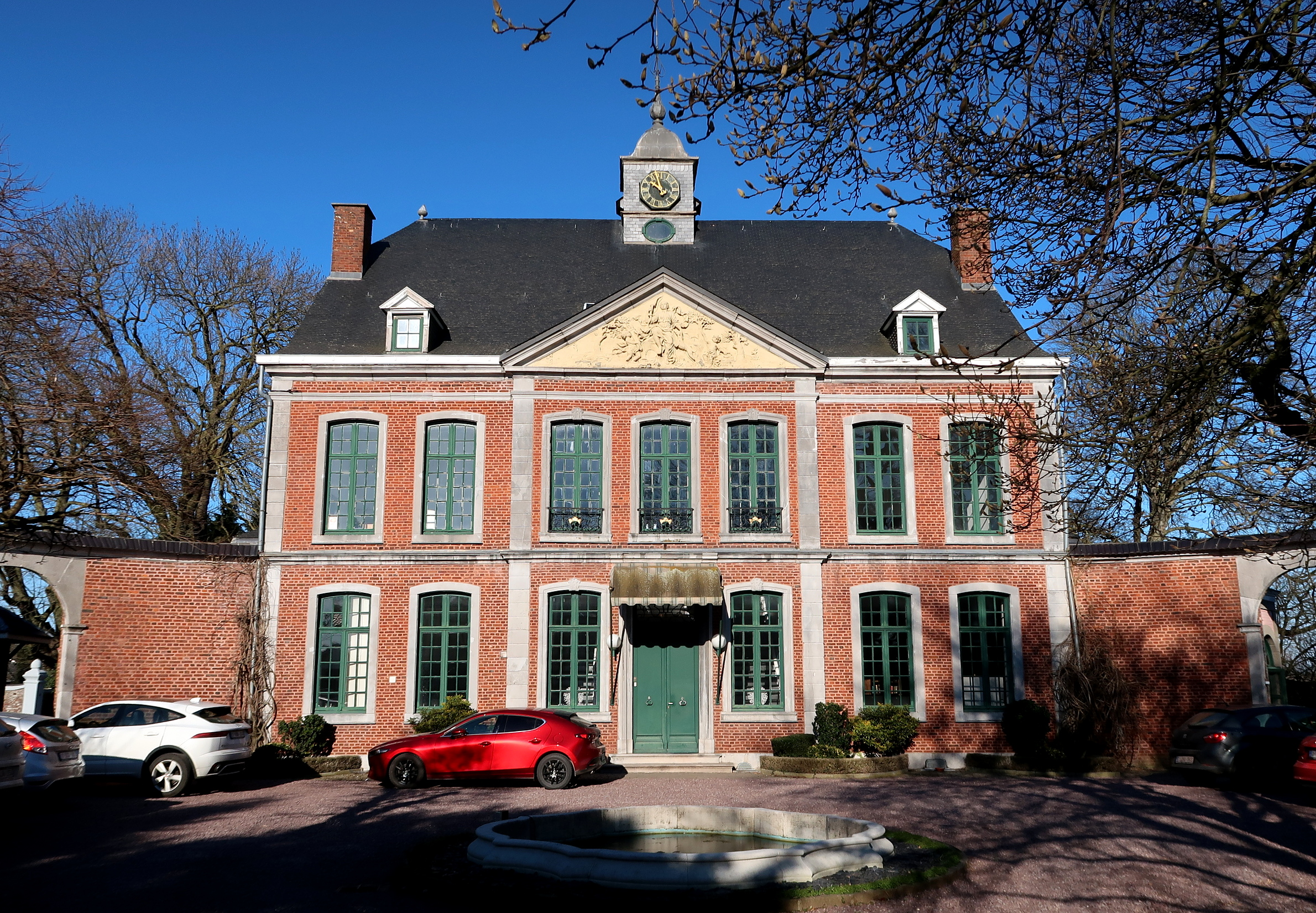
Kasteel van Voroux

## Nabijgelegen kernen
Lantin, Rocourt, Liers, Juprelle